# París-Roubaix 1997
La 95.ª París-Roubaix se celebró el 13 de abril de 1997. Fue ganada por el francés Frédéric Guesdon, quien ganó al esprint a un grupo de otros siete corredores.
Hasta el día de hoy es la última victoria en la París-Roubaix conseguida por un francés.

## Clasificación final
| Posición | Ciclista           | Equipo             | Tiempo  |
| -------- | ------------------ | ------------------ | ------- |
| 1        | Frédéric Guesdon   | Française des Jeux | 6h38'10 |
| 2        | Jo Planckaert      | Lotto-Mobistar     | s.t.    |
| 3        | Johan Museeuw      | Mapei-GB           | s.t.    |
| 4        | Andrei Tchmil      | Lotto-Mobistar     | s.t.    |
| 5        | Davide Casarotto   | Scrigno            | s.t.    |
| 6        | Rolf Sørensen      | Rabobank           | s.t.    |
| 7        | Marc Wauters       | Lotto-Mobistar     | s.t.    |
| 8        | Frédéric Moncassin | GAN                | s.t.    |
| 9        | Rolf Aldag         | Deutsche Telekom   | a 14"   |
| 10       | Henk Vogels        | GAN                | a 25"   |